# Espen van Ee
Espen van Ee (Alphen, 5 luglio 2003) è un calciatore olandese, centrocampista dell'Heerenveen.

## Carriera
Cresciuto nel settore giovanile del Vitesse, van Ee è stato acquistato dall'Heerenveen il 18 luglio 2023. Ha debuttato a livello professionistico il 2 settembre subentrando a Ion Nicolăescu nel secondo tempo dell'incontro di Eredivisie perso 3-2 contro i Go Ahead Eagles. Il 31 ottobre ha segnato il suo primo gol in KNVB beker contro il VVV-Venlo.

## Statistiche

### Presenze e reti nei club
Statistiche aggiornate al 16 novembre 2023.
| Stagione        | Squadra         | Campionato      | Campionato | Campionato | Coppe nazionali | Coppe nazionali | Coppe nazionali | Coppe continentali | Coppe continentali | Coppe continentali | Altre coppe | Altre coppe | Altre coppe | Totale | Totale | Totale |
| Stagione        | Squadra         | Comp            | Pres       | Reti       | Comp            | Pres            | Reti            | Comp               | Pres               | Reti               | Comp        | Pres        | Reti        | Pres   | Reti   |        |
| --------------- | --------------- | --------------- | ---------- | ---------- | --------------- | --------------- | --------------- | ------------------ | ------------------ | ------------------ | ----------- | ----------- | ----------- | ------ | ------ | ------ |
| 2023-2024       | Heerenveen      | ED              | 7          | 0          | CO              | 1               | 1               |                    | -                  | -                  |             | -           | -           | 8      | 1      |        |
| Totale carriera | Totale carriera | Totale carriera | 7          | 0          |                 | 1               | 1               |                    | -                  | -                  |             | -           | -           | 8      | 1      |        |